# Melittia strigipennis
Melittia strigipennis is een vlinder uit de familie wespvlinders (Sesiidae), onderfamilie Sesiinae.
Melittia strigipennis is voor het eerst wetenschappelijk beschreven door Walker in 1865. De soort komt voor in het Oriëntaals gebied.